# Олешково (Ленинградская область)
Олешково — деревня в Шугозёрском сельском поселении Тихвинского района Ленинградской области.

## История

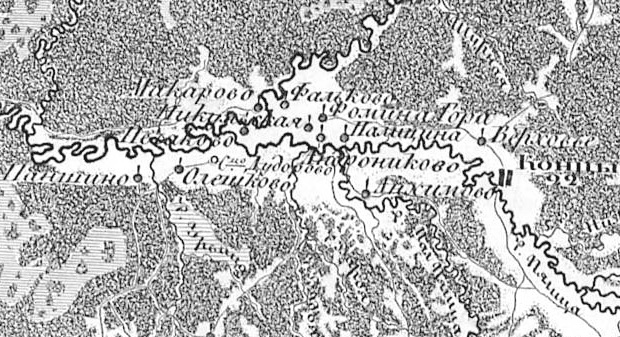
Деревня Олешково на семитопографической карте Новгородской губернии 1847 года

ОЛЕШКОВО — деревня Паншинского общества, прихода Большешугозёрского погоста.

Крестьянских дворов — 15. Строений — 42, в том числе жилых — 20. Водяная мельница. 

Число жителей по семейным спискам 1879 г.: 36 м. п., 43 ж. п.; по приходским сведениям 1879 г.: 39 м. п., 42 ж. п.

В конце XIX — начале XX века деревня административно относилась к Лукинской волости 2-го земского участка 2-го стана Тихвинского уезда Новгородской губернии.

ОЛЕШКОВО — деревня Паншинского общества, дворов — 24, жилых домов — 25, число жителей: 72 м. п., 69 ж. п. 

Занятия жителей — земледелие, лесные заработки. Тихвинский почтовый тракт. Река Паша. (1910 год)

По сведениям на 1 января 1913 года в деревне было 192 жителя из них детей в возрасте от 8 до 11 лет — 18 человек.
С 1917 по 1918 год деревня Олешково входила в состав Лукинской волости Тихвинского уезда Новгородской губернии. 
С 1918 года в составе Череповецкой губернии.
С 1927 года в составе Макаринского сельсовета Капшинского района.
С 1928 года в составе Пяльинского сельсовета. В 1928 году население деревни составляло 183 человека.
Согласно карте Ленинградской области Северо-западного аэрогеодезического треста ГГУ издания 1932 года деревня насчитывала 21 крестьянский двор. В деревне находилась мукомольная водяная мельница:
| Внешние изображения | Внешние изображения                 |
| ------------------- | ----------------------------------- |
|                     | Деревня Олешково на карте 1932 года |

По данным 1933 года деревня Олешково входила в состав Пяльинского сельсовета Капшинского района Ленинградской области.
В 1958 году население деревни составляло 93 человека.
С 1963 года в составе Тихвинского района.
По данным 1966 и 1973 годов деревня Олешково также входила в состав Пяльинского сельсовета.
По данным 1990 года деревня Олешково входила в состав Шугозёрского сельсовета.
В 1997 году в деревне Олешково Шугозёрской волости проживал 51 человек, в 2002 году — 40 человек (все русские).
В 2007 году в деревне Олешково Шугозёрского СП проживали 25 человек, в 2010 году — 26.

## География
Деревня расположена в северо-восточной части района на автодороге 41К-931 (подъезд к дер. Олешково), к югу от автодороги 41К-946 (Озровичи — Пашозеро — Шугозеро — Ганьково).
Расстояние до административного центра поселения — 22 км.
Расстояние до ближайшей железнодорожной станции Тихвин — 86 км.
Деревня находится на левом берегу реки Паша.

## Демография
| 2007 | 2010 | 2017 |
| ---- | ---- | ---- |
| 25   | ↗26  | ↗29  |

### Национальный состав
Согласно данным Всероссийской переписи населения 2021 года в деревне проживали 20 человек, из них:
 русские — 19, украинцы — 1 человек.

## Улицы
Камышовая, Народная, Народный переулок.